# 군재독서지

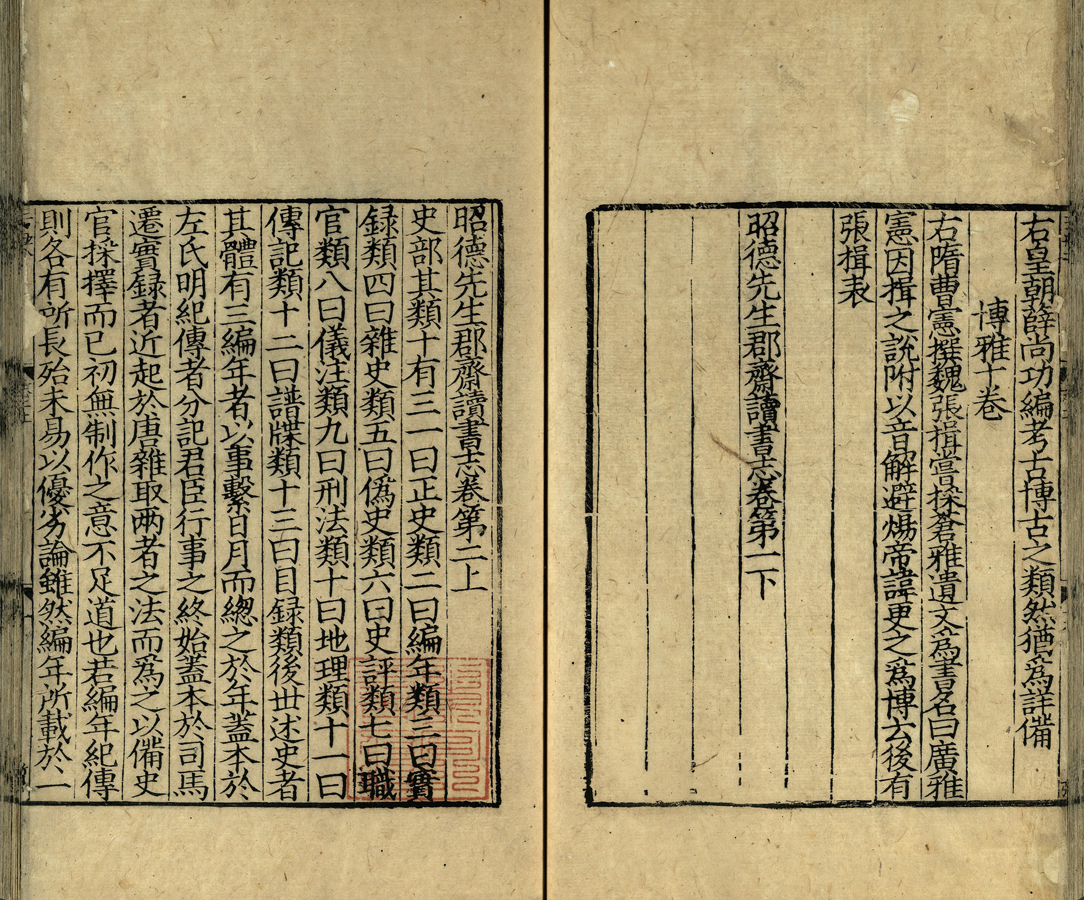
《소덕선생군재독서지》. 송 순우 9년(1249년)에 원주에서 간행된 것을 후대에 개수해 간행한 판본이다.

《군재독서지》(郡齋讀書志)는 중국 송대(宋代) 조공무(晁公武, 1105～1180)가 찬한 책이다. 전20권으로 중국에 현존하는 가장 이른 시기의 개인 소장서 목록집이다. 조공무의 집이 개봉부(開封府) 소덕방(昭徳坊)에 위치하고 있었기 때문에 소덕선생군재독서지(昭徳先生郡斎読書志)라고도 불린다.
진진손(陳振孫)이 펴낸 《직재서록해제》(直齋書錄解題)와 함께 중국 남송대까지의 서적의 유통전반에 관한 상황을 알려주는 귀중한 자료이다.

## 개요
조공무는 산둥성(山東省) 단주(澶州) 출신으로 소흥(紹興) 11년(1141년)부터 17년(1147년)까지 남송의 사천전운사(四川轉運司)로 재직하던 정도(井度)의 휘하에 있었고, 이후로도 건도(乾道) 6년(1170년)까지 사천 지역을 중심으로 지방관을 역임하였다. 장서가로도 유명했던 정도는 임종하기 전에 자신이 평생에 걸쳐 모으고 소장한 책을 예전 자신의 휘하 관료였던 조공무에게 넘겨 주었고, 이를 계기로 조공무는 이 책을 편찬할 생각을 하게 되었다. 소흥 21년(1151년)에 조공무는 지영주(知榮州) 관직으로 부임해 있으면서 남는 시간을 활용해 소장 도서 약 25,000권의 제요(해제)를 저술, 《군재독서지》의 초고를 완성하였다. 그는 이때의 일을 "아침저녁으로 손수 주황색으로 빠지고 틀린 부분을 교정해서 마침내 그 대체와 요점을 간추려 논한 이 책을 완성하였다"(日夕躬以朱黃，讎校舛誤，終篇輒撮其大旨論之)고 술회하고 있다. 조공무는 만년에 사천 가정부(嘉定府)의 부문향(符文鄉)에 머물러 살면서 「군재」(郡齋)라는 이름의 자신의 장서를 보관할 건물을 지었고 쉬지 않고 책의 수정과 보충 작업을 수행하였다.
《군재독서지》에 수록된 책들은 당대나 오대(五代)의 문헌이 대부분을 차지하고 있어서 신, 구 《당서》나 《송사》(宋史) 예문지(藝文志)에 누락된 부분을 보충할 수 있다. 송대 왕응린(王应麟)의 《곤학기문》(困學紀聞), 《한서예문지고증》(漢書藝文志考证), 《옥해》(玉海) 등의 서적도 대부분 《군재독서지》에 실려 있다.

## 구성 및 간행
《군재독서지》는 경(經) 10류(類)、사(史) 13류、자(子) 18류、집(集) 18류로 총 45류로 되어 있다. 《직재서록해제》를 펴낸 학자 진진손은 이 책에 대해 「밝혀낸 바가 명확하니 읽기에 충분하다」(其所發明, 有足觀者)라고 칭하였으며, 《군재독서지》의 목록 구성 방식에 따라 《직재서록해제》의 목록을 구성하고 분류하기도 하였다.
《군재독서지》 초간본은 4권으로 되어 있었는데, 두황거(杜鵬舉)가 간행한 뒤에 저자 조공무가 다시 보정을 진행해서 2류씩이 더 늘어나고 내용도 많아져서 그의 문하 사람인 요응(姚應)이 다시 간행한 판본은 전체 20권이었다. 남송 이종(理宗) 순우(淳佑) 9년(1249년) 유약(游鈞)이 구주(衢州) 이 20권본을 중간하였다. 《후지》(後志) 2권도 있는데, 마찬가지로 조공무가 편찬한 것이다.
《군재독서지》의 주요 간본은 남송 순우 연간의 구주본(20권)과 함께 원주(袁州)에서 간행한 원주본(4권)이 있는데, 원주간본은 조희변(趙希弁)이 자신이 가지고 있던 초간본 4권본과 구주본 20권본을 서로 대조하고 교감해서 쓴 《후지》(後志) 2권과 자신의 장서목록인 《독서부지》(讀書附志) 1권을 부록으로 더해서 7권으로 엮었다. 원주본은 오랫동안 세상에 전해지지 않다가 청(淸) 강희(康熙) 61년(1722년) 해녕(海寧)의 진사증(陳師曾)이 구초원본(舊鈔袁本)을 얻어서 간행하여 세간에 유통되었으며, 후에 《사고전서》(四庫全書)｣에 수록되었다.
《사고전서》「사고전서총목제요」(四庫全書総目提要)에 따르면 해당 도서에 실린 《군재독서지》는 원주본을 채용하였는데, 청말의 왕선겸(王先謙)이 두 간본을 합쳐 교감해 광서 10년(1884년)에 간행하면서 구주본을 저본으로 원주본의 《독서부지》를 뒤에 붙였다. 해당 판본은 왕선겸의 가문인 장사 왕씨(長沙王氏)의 간본이 중시되었다고 한다.
또한 1930년대에 국립 베이핑 고궁박물원(国立北平故宮博物院)에서 송판(宋版) 원주본이 발견되었고 「사부총간삼편」(四部叢刊三編)으로 영인 수록되었다. 따로 1987년 상하이 고적서점(上海古籍書店)에서 점교본이 간행되었다.

## 국내 유입
조선 후기의 문인 서형수(徐瀅修, 1749～1824)의 《명고전집》(明臯全集) 권12 대책(對策) 재적대(載籍對), 정조(正祖)의 《홍재전서》(弘齋全書) 권161 일득록(日得錄)1 문학(文學)1, 성해응(成海應, 1760～1839)의 《연경재전집》(硏經齋全集)권22 총경류, 서유구(徐有榘, 1764～1845)의 《풍석전집》(楓石全集) 금화지비집(金華知非集) 권10 대책 십삼경대(十三經對), 정약용(丁若鏞)의 《경세유표》(經世遺表) 권15 하관수제(夏官修制) 무과(武科)와 《여유당전서》(與猶堂全書)1집 권제25 소학주곶(小學珠串) 칠서(七書), 김정희(金正喜)의 《완당전집》(阮堂全集) 권1 변(辨) 상서고금문변(尙書今古文辨) 하(下), 이규경(李圭景)의 《오주연문장전산고》경사편(經史篇)3, 석전류(釋典類)1, 석전총설(釋典總說)에서 모두 《군재독서지》를 언급하고 있어, 조선 후기 학자들과 호서가들에게 두루 열람되었음을 알 수 있다.